# Christelijke Hogeschool Nederland
De Christelijke Hogeschool Nederland, kortweg de CHN, was tot 2008 een internationaal georiënteerde hogeschool in Nederland. De hoofdvestiging van de CHN was in Leeuwarden. De overige locaties waren in de stad Groningen en buiten Nederland in Doha (Qatar), Port Alfred (Zuid-Afrika) en Bangkok (Thailand).
In 2008 is de CHN gefuseerd met de Hogeschool Drenthe in Emmen, tot de Stenden Hogeschool.

## Onderwijs aan de CHN
De studenten van de Christelijke Hogeschool Nederland konden in het kader van een stage of uitwisseling een deel van hun studie volgen buiten Nederland, waaronder op de buitenlandse locaties van de hogeschool.
Aan de CHN werden de volgende opleidingen verzorgd:
| Bachelor-opleidingen: - Tourism Management - Media & Entertainment Management - OfficeManagement - International Hospitality Management (Hotelschool) - Leisure Management (Vrijetijds Management) - Small Business & Retail Management - Opleiding tot Leraar Basisonderwijs (PABO) - Sociaal Pedagogische Hulpverlening - Personeel & Arbeid - Creatieve Therapie - International Business & Management Studies | Master-studies: - International Leisure and Tourism Studies - International Service Management - International Hospitality Management - Retail Strategy |

In 1987 was de CHN de eerste hogeschool in Nederland die probleemgestuurd onderwijs (PGO) introduceerde, waarin studenten zelfstandig vraagstukken uit de beroepspraktijk leren oplossen. Praktijkervaring werd opgedaan in de leerbedrijven.

## Bestuur en fusie
Voorzitter van het bestuur van de CHN was Robert Veenstra.
In januari 2008 is de CHN gefuseerd met de Hogeschool Drenthe (gevestigd in Emmen). De nieuwe naam werd Stenden Hogeschool. In januari 2018 fuseerde deze met NHL Hogeschool tot NHL Stenden Hogeschool.